# Testosteron
Testosteron je kod ljudi prvenstveno muški spolni hormon koji u muškarca luče testisi, dok se kod žena luči u manjoj mjeri u jajnicima i nadbubrežnim žlijezdama. Pojačano se javlja od puberteta do 25. godine. Glavni je muški spolni hormon te kod muškaraca i žena igra važniju ulogu u zdravlju. Također štiti protiv osteoporoze. U prosjeku, muško tijelo proizvede dvadeset do trideset puta više testosterona od ženskog. 
Spolni hormoni su ključni kako u razvoju i spolnoj diferencijaciji spolnih organa tako i u spolnoj diferencijaciji mozga. Pored utjecaja na razvoj muškog i ženskog tijela, važnu ulogu imaju i u aktiviranju seksualnog ponašanja.
Više od 95% testosterona proizvode intersticijske odnosno Leydigove stanice u testisima. Ostatak se proizvodi u nadbubrežnim žlijezdama te enzimatskom pretvorbom njegovih prohormona u perifernim tkivima, a sve pod nadzorom hipofize i hipotalamusa. Premda je testosteron spolni hormon i utječe na spolnost, to nije njegova jedina uloga. Ima i mnoge druge funkcije, koje su važne za održavanje zdravlja i dobrobiti:
- Glas – testosteron je odgovoran za promjenu glasa i dubok glas u muškarca.
- Koža i dlake – testosteron je odgovoran za rast terminalnih dlaka u muškarca: brade, dlaka na prsima, dlaka na trbuhu, i općenito pojačane dlakavosti.
- Kosti – testosteron je vrlo važan za izgradnju i održavanje zdravlja koštanih struktura.
- Krv – testosteron pomaže pri proizvodnji crvenih krvnih stanica, a slijedom toga i pri prijenosu kisika krvlju.
- Mišići – testosteron je važan za formiranje i održavanje snažnih mišića.
- Um – testosteron je važan za održavanje duševne ravnoteže i sprječavanje negativnog raspoloženja. Testosteron je odgovoran i za sposobnost pamćenja, orijentacije, koordinacije i koncentracije.
- Spolnost – testosteron regulira seksualni nagon i važan je za brojne spolne funkcije.
- Tjelesna građa – testosteron je odgovoran za tjelesnu građu muškarca: veću mišićavost i manji udjel masnog tkiva nego kod žena.

Testosteron je androgeni hormon čija se sinteza kod muškaraca odvija u Leydigovim stanicama testisa pod kontrolom luteinizirajućeg hormona, a kod žena se znatno manja količina sintetizira u granuloza stanicama folikla te, kod oba spola, u kori nadbubrežnih žlijezda. U krvi se nalazi oko 2% slobodnog testosterona, a preostali dio vezan je na bjelančevine albumin i globulin ("SHBG").

## Razine testosterona
Kod žena, određivanje razina testosterona služi u dijagnostici razloga neplodnosti, sindroma policističnih jajnika, Klinefelterova sindroma te kod sumnje na tumore jajnika te nedovoljnu funkciju jajnika. Kod muškaraca se testosteron određuje kod sumnje na smanjenu proizvodnju testosterona, u slučajevima hipogonadizma, terapije estrogenima, kromosomske aberacije te kod ciroze jetre.
Referentne vrijednosti: 
- Muškarci: 9,9 – 27,8 nmol/L
- Žene: 0,22 – 2,9 nmol/L

Povišene razine: U fiziološkim koncentracijama, testosteron nema neku ulogu kod žena. Povišene razine upućuju na hirsuitizam i virilizaciju te je povišen kod bolesti policističnih jajnika. Povećano izlučivanje testosterona pojavljuje se kod muškaraca kod tumora testisa, te kod hiperplazije i karcinoma nadbubrežne žlijezde muškaraca i žena.
Snižene razine: Testosteron je kod muškaraca snižen u primarnom i sekundarnom hipogonadizmu različite geneze (Klinefelterov sindrom i druge kromosomske promjene, hipopituitarizam, enzimski defekti sinteze androgena). Sniženu koncentraciju testosterona nalazimo u zakašnjelom pubertetu dječaka, a njegova je niska koncentracija, uz nizak gonadotropin, u impotenciji prvi znak poremećaja u osi hipotalamus-hipofiza i poremećene kontrole lučenja androgena.

## Doping
Testosteron je danas najpoznatije sredstvo za doping. Koristi se u skoro svim sportovima jer tijelu daje više snage, energije, eksplozivnosti i izdrživosti. Najviše maha je uzeo u body buildingu, ponajviše u rekreativnom body buildingu. Testosteron povećava agresivnost i spolnu želju, a kao doping sredstvo anabolički efekt: rast mišića, sintezu proteina, regeneraciju mišića. Nešto neizbježno i zbog čega je zabranjen jesu nuspojave. One mogu biti blaže u obliku akni, nesvjestice, nesanice, ili povišenoga krvnog tlaka do onih vrlo ozbiljnih kao što je atrofija testisa, ginekomastija, smanjena količina spermija, hipertrofija srca, veliko oštećenje jetre, ili bubrega koji su dodatno oštećeni proteinskom prehranom, a nerijetko i smrt.